# 麦岛站
麦岛站位于中华人民共和国山东省青岛市崂山区、市南区交界香港东路、宁夏路、麦岛路交叉口地下，是青岛地铁2号线的地铁车站。2017年12月10日开通。